# Aires Ali
Aires Bonifácio Ali (ur. 6 grudnia 1955 w Unango), mozambicki polityk, minister edukacji i kultury w latach 2005-2010, premier Mozambiku od 16 stycznia 2010 do 8 października 2012.

## Życiorys
Aires Ali urodził się w 1955 w Unango w prowincji Niassa. W 1976 rozpoczął pracę jako nauczyciel w szkole średniej w Namaacha. Rok później został dyrektorem szkoły średniej w Maputo. W latach 1980–1986 zajmował stanowisko dyrektora ds. edukacji i kultury w prowincji Nampula. Od 1989 do 1990 był szefem Biura Ministra Edukacji, a w latach 1991-1992 Dyrektorem Narodowym Szkolnego Programu Opieki Socjalnej. Od 1995 do 2000 zajmował urząd gubernatora prowincji Niassa, a w latach 2000-2004 gubernatora prowincji Inhambane. W lutym 2005 objął stanowisko ministra edukacji i kultury w rządzie premier Luisy Diogo, które zajmował do stycznia 2010.
16 stycznia 2010, trzy dni po dymisji gabinetu premier Diogo, prezydent Armando Guebuza mianował go nowym szefem rządu. Stanowisko zajmował do 8 października 2012, kiedy wraz z kilkoma ministrami został zdymisjonowany przez prezydenta w ramach rekonstrukcji składu rządu.